# مونونوبه نو موریا
مونونوبه نو موریا ((به ژاپنی: 物部 守屋 Mononobe no Moriya); ۱ ژانویهٔ ۰۵۵۰ – ۱ ژوئیهٔ ۰۵۸۷) رهبر یکی از خاندان‌های اشرافی در دوره یاماتو و اهل ژاپن بود. وی به مانند پدرش مونونوبه نو اوکوشی، یک ضد بودیسم (آیین بودایی) بود که اخیراً از سرزمین اصلی به ژاپن معرفی شده بود.